# Liste d'œuvres inspirées par la guerre d'Irak
Cette page liste des œuvres inspirées par la guerre d'Irak débutant en 2003.

## Œuvres critiques

### Cinéma

#### Fiction
- Le Tigre et la Neige, film de Roberto Benigni, sorti en 2005 en France.
- Redacted, film de Brian De Palma, sorti en 2007 en France.
- Dans la vallée d'Elah, film de Paul Haggis, sorti en 2007 en France.
- Green Zone, film de Paul Greengrass, sorti en 2010 en France.
- American Sniper, film de Clint Eastwood, sorti en 2015 en France.
- Billy Lynn's Long Halftime Walk, film d'Ang Lee prévu pour 2016
- The Wall, film de Doug Liman

#### Documentaire
- Fahrenheit 9/11, documentaire de Michael Moore (qui a suscité en réaction le film FahrenHYPE 9/11)
- Nous les Irakiens, documentaire tourné par Abbas Fahdel sur la vie quotidienne à Bagdad au moment de la chute de Saddam Hussein.

### Musique

#### Belgique
- Ira Dei : chanson : God is not with You ! " (téléchargement libre sur : )

#### France
- Najoua Belyzel : chanson Rentrez Aux USA
- Dionysos : chanson Le Retour de Blood Betty, sur l’album Monster in love
- IAM : chanson Armes de distraction massive sur l'album "Revoir un printemps" (2003)

#### États-Unis
- System of a Down : Chanson et clip Boom!
- Green Day : Clip de Wake me up when september ends
- American Life de Madonna, album boycotté par les radios aux États-Unis
- U2 & Green Day : The saints are coming
- Rise against : Hero of war
- Thirty Seconds to Mars : This is war

### Littérature

#### États-Unis
- The Good Soldiers, David Finkel (en), Sarah Crichton Books, 2009
- Kaboom: Embracing the Suck in a Savage Little War, Matt Gallagher (en), Da Capo Press, 2010
- Fin de mi-temps pour le soldat Billy Lynn, Ben Fountain, Albin Michel, 2012
- Fobbit, David Abrams, Grove Press, 2012
- Yellow Birds, Kevin Powers, Stock, 2013
- American Sniper, Chris Kyle, Nimrod, 2015
- Fin de mission, Phil Klay, Gallmeister, 2015
- The Good Lieutenant, Whitney Terrell, Farrar, Straus and Giroux, 2016
- Périmètre de sécurité, Michael Pitre, Seuil, 2016
- Youngblood, Matt Gallagher, Simon & Schuster, 2016
- War Porn, Roy Scranton (en), Soho Press, 2016
- Cherry, Nico Walker (en), Les Arènes, 2019

#### Royaume-Uni
- Anatomie d'un soldat, Harry Parker, Christian Bourgois, 2016

## Neutres

### Séries télévisées
- Over There, une saison en 2005, 13 épisodes
- Generation Kill, 1er saison en 2008

### Musique

#### Australie
- Tina Arena : chanson et clip Je m’appelle Bagdad